# Neuracanthus tephrophyllus
Neuracanthus tephrophyllus är en akantusväxtart. Neuracanthus tephrophyllus ingår i släktet Neuracanthus och familjen akantusväxter.

## Underarter
Arten delas in i följande underarter:
- N. t. conifer
- N. t. tephrophyllus
- N. t. tsavoensis